# Ксав'є Стьєрлі
Ксав'є Стьєрлі (нім. Xavier Stierli, нар. 29 жовтня 1940) — швейцарський футболіст, що грав на позиції захисника. Виступав за «Цюрих», а також національну збірну Швейцарії.

## Клубна кар'єра
Вступав за команду «Цюрих», у складі якої тричі виборював титул чемпіона Швейцарії у сезонах 1962/63, 1965/66 і 1967/68 та двічі вигравав Кубок Швейцарії у сезонах 1965/66 та 1969/70.

## Виступи за збірну
13 січня 1963 року дебютував в офіційних іграх у складі національної збірної Швейцарії в товариському матчі проти Марокко (0:1) в Касабланці.
У складі збірної був учасником чемпіонату світу 1966 року в Англії. На цьому турнірі він грав у двох матчах: з Іспанією (1:2) та Аргентиною (0:2), а його команда не подолала груповий етап.
Загалом протягом кар'єри у національній команді, яка тривала 5 років, провів у її формі 12 матчів.

## Титули і досягнення
- Чемпіон Швейцарії (3):

«Цюрих»: 1962–63, 1965–66, 1967–68
- Володар Кубка Швейцарії (2):

«Цюрих»: 1965–66, 1969–70